# برنارد بوزانكيت
برنارد بوزانكيت (بالإنجليزية: Bernard Bosanquet) (1848 - 1923 م) فيلسوف إنجليزي ومنظّر سياسي، وشخصية مؤثرة في القضايا السياسية والاجتماعية في أواخر القرن التاسع عشر وأوائل القرن العشرين. أثّرت أعماله في عدد من المفكرين، وتعرضت أيضًا للنقد من آخرين، وعلى وجه التحديد من برتراند راسل، وجون ديوي، وويليام جيمس، ولودفيغ فيتغنشتاين. تزوّج برنارد من هيلين بوزانكيت، رئيسة جمعية المنظمات الخيرية، وشقيقه العالِم والمنظّر الموسيقي روبرت بوزانكيت، والأدميرال داي بوزانكيت.

## حياته
وُلد بوزانكيت في «روك هول» بالقرب من «ألنويك»، وهو ابن روبرت ويليام بوزانكيت، رجل دين في كنيسة إنجلترا. تلقّى تعليمه في مدرسة «هارو»، ثم في كلية «باليول» بجامعة «أكسفورد». نال مرتبة الشرف الأولى في الدراسات الكلاسيكية (اليونانية واللاتينية) عام 1868، وفي الآداب الإنسانية (وهي مزيج من الفلسفة والتاريخ القديم) عام 1870. بعد تخرّجه، انتُخب زميلًا في كلية جامعة «أكسفورد»، لكنه استقال من هذا المنصب بعد أن ورث مبلغًا كبيرًا إثر وفاة والده عام 1880، ليتفرغ للبحث الفلسفي.
انتقل بوزانكيت إلى لندن عام 1881، وأصبح عضوًا نشطًا في جمعية لندن الخيرية وجمعية المنظمات الخيرية، وكان كلّ منهما تجسيدًا عمليًا لفلسفته الأخلاقية. كتب في طيف واسع من الموضوعات، شملت المنطق والميتافيزيقيا والجماليات والفلسفة السياسية. يُعدّ في ميدان الميتافيزيقيا ممثلًا بارزًا، إلى جانب ف. هـ. برادلي، للمثالية المطلقة، رغم أنه تخلّى عن هذا المصطلح لصالح «الفلسفة التأملية». يُصنّف أحد أبرز روّاد ما يُعرف بالحركة الفلسفية الهيغلية الجديدة في بريطانيا العظمى. تأثّر تأثرًا عميقًا بأفلاطون وأرسطو، وكذلك بالفلاسفة الألمان إيمانويل كانط وجورج فيلهلم فريدريش هيغل. من أشهر مؤلفاته «النظرية الفلسفية للدولة» (1899)، ومحاضراته في سلسلة «جيفورد»، وكتابه «مبدأ الفردية والقيمة» (1912)، و«قيمة الفرد ومصيره» (1913). ترأس بوزانكيت الجمعية الأرسطية بين عامي 1894 و1898.

## النظرية الاجتماعية المثالية
في موسوعته، القسم 95، كتب هيغل عن «مثالية المحدود». فُسّرت هذه العبارة الغامضة، التي تبدو عديمة المعنى، على أنها تعني أنّ «المحدود ليس حقيقيًا»، نظرًا إلى أنّ المثالي يُفهم غالبًا بوصفه نقيضًا للواقعي. انتمى بوزانكيت إلى أتباع هيغل، وكان «الموضوع المحوري لمثاليته هو أنّ كل وجود محدود يتجاوز ذاته بالضرورة، ويشير إلى وجودات أخرى، وفي النهاية إلى الكل». لذلك، دافع عن نظام فلسفي يقترب بدرجة كبيرة من ذلك الذي طرح فيه هيغل فكرة «مثالية المحدود».
عالج بوزانكيت علاقة الفرد المحدود بالدولة الكلية التي يعيش فيها في كتابه «النظرية الفلسفية للدولة» (لندن، 1899). في هذا الكتاب، «أكّد أنّ الدولة هي الفرد الحقيقي، وأنّ الأفراد غير حقيقيين مقارنةً بها». مع ذلك، لم يرَ بوزانكيت أنّ من حق الدولة فرض الرقابة الاجتماعية على مواطنيها الأفراد. «بل على العكس، آمن بأنّه إذا كان المجتمع عضويًا وفرديًا، فإنّ عناصره تستطيع أن تتعاون دون الحاجة إلى جهاز مركزي للرقابة، لأنّ هذا الجهاز يفترض ضمنًا ضرورة فرض الانسجام على ما هو غير منسجم في جوهره».

لُخِّصت العلاقة بين الفرد والمجتمع في مقدمة بوسانكيه لكتاب «مقدمة فلسفة هيجل للفنون الجميلة» (1886):
تكمن حرية الإنسان، بالمعنى المتأمَّل، في العالم الروحي أو فوق الحسي، حيث تتحقق إنسانيته وتتحقق فيه إرادته. تُعد العائلة، والملكية، والقانون أمثلة على الخطوات الأولى نحو حرية الإنسان، إذ تنال إرادة الفرد فيها اعترافًا وتمنحه مكانة فاعلة داخل مجتمع تُعد رابطة اتحاده مثالية، أي قائمة في الوعي فقط. ويتطور هذا الاعتراف إلى واجبات وحقوق، يجد الإنسان من خلالها ما يعيش من أجله، ما يُثبت فيه ذاته ومن أجله. ومع تطور المجتمع، يعيش الإنسان، بوجه عام، أكثر في العالم المتحضّر أو الروحي، وأقل في العالم الوحشي أو الطبيعي البحت. تتّسع إرادته، التي تُشكّل ذاته، مع توسّع المؤسسات والأفكار التي تُحدد غايتها، ويُشكّل تاريخ هذا الاتساع تاريخ الحرية الإنسانية. لا شيء أكثر سطحية ووحشية من اعتبار تقدم الحضارة مجرّد تراكم للقيود، إذ تُشكّل القوانين والقواعد جانبًا ضروريًا من جوانب القدرات الموسّعة. (ص 27)

## روابط خارجية
- برنارد بوزانكيت على موقع الموسوعة البريطانية (الإنجليزية)